# Missa solemnis
Der lateinische Begriff Missa solemnis bzw. Missa sollemnis bedeutet übersetzt „feierliche Messe“.

## Geschichte
In der Liturgie bezeichnete missa sollemnis seit Papst Gregor dem Großen das Hochamt; im Mittelalter war damit das Pontifikalamt und seit dem 10./11. Jahrhundert das Levitenamt mit Priester, Diakon und Subdiakon gemeint.
In der Musik wird der Begriff für eine besonders festliche und umfangreiche Vertonung mit entsprechender Besetzung des Ordinariums der heiligen Messe, also der feststehenden Teile der Liturgie, benutzt: Kyrie, Gloria, Credo, Sanctus, Benedictus und Agnus Dei, die in der Regel weiter in Einzelsätze unterteilt sind. Messen dieses Typs kamen Mitte des 17. Jahrhunderts in Italien auf und verbreiteten sich ab dem 18. Jahrhundert auch nördlich der Alpen. Italienische Komponisten benutzten auch die Bezeichnung Missa concertata, während die Form in Deutschland auch als Kantatenmesse bezeichnet wird, ein ausgesprochen irreführender Begriff, weil keinerlei Bezug zur Form der Kantate besteht.
Eine große Messe geht sowohl im Umfang als auch in ihrer symphonischen Komposition nicht selten über die Möglichkeiten einer Aufführung im liturgischen Rahmen hinaus, so dass konzertante Aufführungen häufig sind. 
Der Missa solemnis steht gegenüber die Missa brevis, bei der der gesamte Ordinariumstext in einer musikalisch einfacheren Form vertont wird. Eine Mischform stellt die Missa brevis et solemnis dar, die die musikalisch kürzere Form mit einer „solemnen“, festlichen Orchesterbesetzung mit Trompeten und Pauken – seltener auch Oboen und Hörnern – verbindet.
Das prototypische Modell einer vollentwickelten Missa solemnis des 18. Jahrhunderts umfasst folgende Merkmale:
- Das Kyrie ist dreisätzig, wobei das Christe eleison Solostimmen einsetzt, und das Kyrie II oft als Fuge gestaltet ist.
- Das Gloria kann in bis zu elf Einzelsätze unterteilt sein, typischerweise mit dem Laudamus te als Sopran-Arie und dem Quoniam als Bass-Arie sowie dem Cum Sancto Spiritu als Fuge ausgeführt
- Die Intonationen des Priesters in Gloria und Credo sind mitvertont
- Das Credo ist drei- oder mehrsätzig
- Das meist chorisch besetzte Sanctus beginnt langsam, geht bei Pleni sunt coeli in schnelleres Tempo über, gefolgt von einem Hosanna als Fuge. Das Benedictus dagegen ist in der Regel solistisch besetzt, das Hosanna II wieder chorisch
- Das Agnus Dei ist zweiteilig mit langsamem Anfangsteil und Dona nobis pacem als Fuge

Messen aus dem 18. Jahrhundert, die diesem Typus mehr oder weniger entsprechen, sind u. a.:
- Alessandro  Scarlatti: Messa die Santa Cecilia MV 6
- Jan Dismas Zelenka: Missa circumcisionis ZWV 11
- Johann David Heinichen: Missa Nr. 9 in D
- Johann Sebastian Bach: h-Moll-Messe BWV 232
- Johann Adolf Hasse: Missa in d
- Franz Xaver Richter: Missa Hyemalis
- Ignaz Holzbauer: Missa in C
- Johann Stamitz: Missa solemnis in D
- Leopold Mozart: Missa solemnis in C
- Johann Georg Schürer: Missa in d
- František Xaver Brixi: Missa integra
- Joseph Haydn: Missa Cellensis in honorem Beatissimae Virginis Mariae Hob. XXII:5
- Carl Ditters von Dittersdorf: Missa solemnis in C
- Wolfgang Amadeus Mozart: Große Messe in c-Moll KV 427
- Christoph Rheineck: Missa solemnis in c
- Vincenzo Righini: Missa solemnis in d

Ab dem 19. Jahrhundert wird der Begriff zumeist für sinfonisch angelegte Werke mit entsprechend großen Dimensionen gebraucht. Das bekannteste Werk der Gattung ist wohl die Missa solemnis von Ludwig van Beethoven aus dem Jahr 1823. Die Petite Messe solennelle (französisch „kleine feierliche Messe“) von Gioachino Rossini (1863) ist in einigen Elementen dem Vorbild der Beethovenschen Missa solemnis verpflichtet. Weitere Beispiele sind die Missa solemnis d-Moll von Luigi Cherubini (1811), die Missa solemnis von Anton Bruckner (1854), die Messe solennelle en l’honneur de Sainte-Cécile von Charles Gounod (1855), die Missa solennis zur Einweihung der Basilika in Gran von Franz Liszt (1855, 1858) sowie die ebenfalls mit Messe solennelle überschriebenen Werke von Hector Berlioz (Messe solennelle (Berlioz)) (1824), César Franck (1858) und Louis Vierne (Messe solennelle (Vierne)) (1899).